# 오게섬

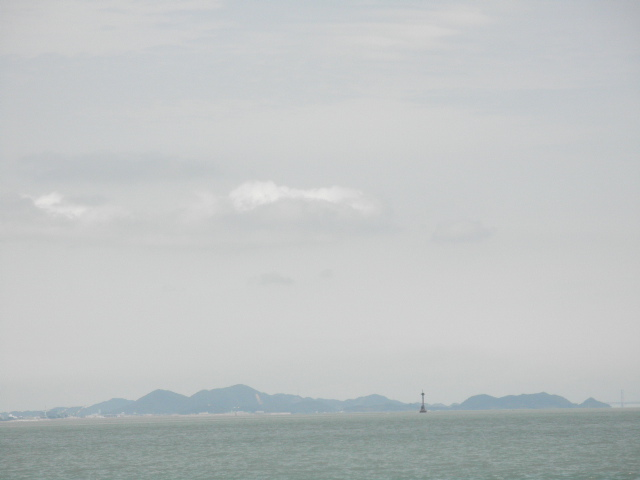

오게섬(大手島)은 일본 시코쿠 도쿠시마현에 있는 섬이다. 이 섬은 시마다섬의 동남쪽에 위치하고 있다. 이 섬은 대교로 시코쿠와 연결되어 있으며 나루토 교육대학이 위치하고 있다. 이 섬은 또한 도로로 혼슈와도 연결되어 있는 섬이다.

## 같이 보기
- 도쿠시마현
- 시코쿠
- 시마다섬